# Frans van Kemenade
Franciscus Laurentius Cornelis (Frans) van Kemenade (Eindhoven, 11 november 1921 – aldaar, 8 februari 1984) was een Nederlands voetballer die uitkwam voor EVV Eindhoven.

## Loopbaan

### Beginjaren
Hij voetbalde als junior bij RPC in stadsdeel Stratum. De familie Van Kemenade was nauw verbonden met RPC. Ook de vier broers van Frans (Jan, Henk, Piet en Lou) speelden voor de club.
De oorlogsperiode doorkruiste zijn voetballoopbaan. Hij was achttien jaar toen de oorlog uitbrak en speelde in het eerste elftal van RPC. Hij moest stoppen omdat hij vanwege de Arbeitseinsatz in Duitsland werd tewerkgesteld.
In het laatste oorlogsjaar 1944/45 lag de voetbalcompetitie stil. Terug in Eindhoven besloot hij vierdeklasser RPC in te ruilen voor EVV Eindhoven dat in de hoogste afdeling (Eerste klasse) uitkwam. Zijn clubgenoot Frans van Tuijl maakte drie jaar eerder al de overstap van RPC naar EVV Eindhoven.

### Debuut
Het seizoen 1945/46 kon door de nasleep van de oorlog (gebrek aan speelvelden, materiaal en kleding) pas in november van start gaan. Van Kemenade maakte op 24-jarige leeftijd zijn debuut als middenvelder op 17 februari 1946 in de uitwedstrijd tegen Longa (0-0). Hij was na Lambert van Tuijl en Frans van Tuijl de derde speler uit de latere kampioensploeg van 1954 die doorbrak in het eerste elftal.
Medio 1946 kreeg EVV versterking van de aanvallers Noud van Melis van Tongelre en Dick Snoek van Gestelse Boys.

### Opmars
Van Kemenade speelde in het seizoen 1950 /51 in de voorhoede. Het Eindhovense aanvalkwintet scoorde 63 doelpunten in 22 competitieduels. Van Kemenade scoorde 14 keer en de andere treffers kwamen van Jan Louwers (8), Noud van Melis (20), Dick Snoek (13) en Frans van der Heijden (8) . EVV Eindhoven eindigde dat seizoen als tweede evenals een jaar later, in 1952.
De club werd in 1953 voor het eerst districtskampioen. In de strijd om het landskampioenschap eindigde EVV gelijk met RCH. Het extra kampioensduel op 18 juli 1953 in stadion De Kuip werd in de verlenging met 2-1 verloren.

### Landskampioen

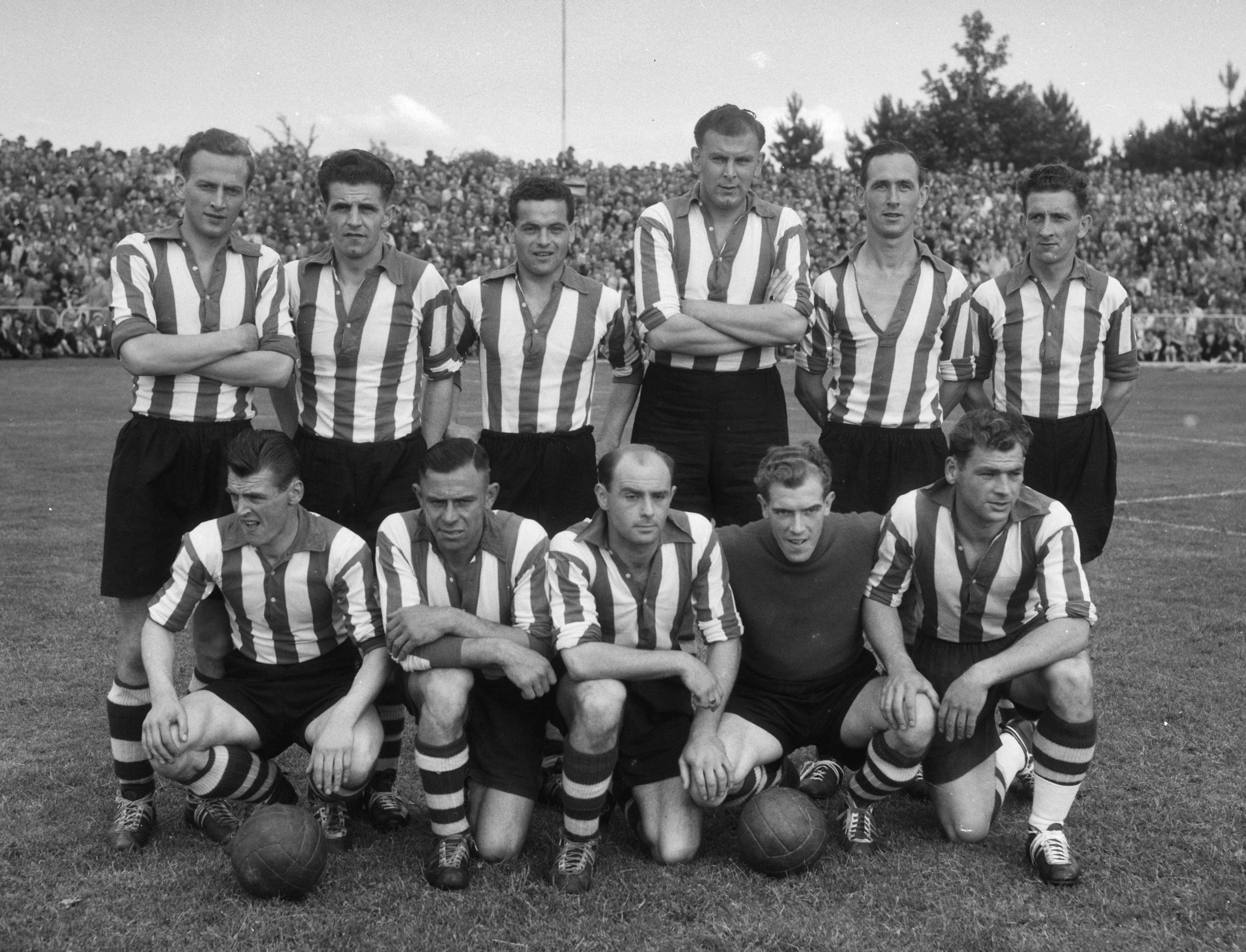
Van Kemenade (staand 2e van links) met landskampioen EVV in 1954

EVV Eindhoven won in 1954 opnieuw de titel in de Eerste klasse en pakte nu ook het landskampioenschap. De beslissende wedstrijd op 27 juni 1954 thuis tegen DOS eindigde in een 3-1 zege. 
Rechtshalf Van Kemenade was voor het zevende seizoen op rij (vanaf 1947) in alle competitieduels van de partij. Hij vormde op het middenveld een vast trio met linkshalf Jo Tebak en stopperspil Frans Van Tuijl in een verdedigende rol.

### Beroepsvoetbal
Na de zomer van 1954 werd het profvoetbal in Nederland ingevoerd. EVV Eindhoven werd in 1955 voor de derde keer op rij kampioen maar een tweede landstitel zat er niet in. 
De club was topschutter Noud van Melis kwijtgeraakt aan Rapid '54 maar wist zich in 1956 toch te plaatsen voor de nieuwe Eredivisie. Van Kemenade was 34 jaar toen de Eredivisie op zondag 2 september 1956 van start ging. Hij speelde als verdediger 32 van de 34 duels mee maar kon degradatie niet voorkomen.

### Blessure en afscheid
In het tweede seizoen van EVV in de Eerste divisie sloeg het noodlot toe. Na vrijwel zijn gehele loopbaan blessurevrij te zijn geweest, ging het in ‘rampjaar’ 1959 mis. In de allereerste wedstrijd in het nieuwe jaar, uit tegen ZFC op 4 januari, liep hij een scheenbeenblessure op. Hij keerde na enkele weken terug maar op 15 maart raakte hij in de uitwedstrijd tegen De Graafschap opnieuw geblesseerd. Door een gebroken grote teen moest hij de rest van het seizoen missen.
Tijdens de voorbereiding in de zomer van 1959 was hij er weer bij. Totdat een maagbloeding in augustus de comeback in de weg stond. Hij was in november weer hersteld toen hij opnieuw een maagbloeding opliep en vijf weken in het ziekenhuis moest verblijven. Hij zou in zijn laatste contractjaar niet meer in actie kunnen komen.

### Terug naar RPC
Hij keerde in 1960 als trainer terug bij zijn oude club RPC als opvolger van Frans van Tuijl. Na anderhalf jaar niet meer gespeeld te hebben, trok hij in zijn eerste seizoen toch weer de voetbalschoenen aan. Daarna ging hij alleen als trainer verder. Dit zou hij twaalf seizoenen blijven. In 1972 stopte hij en oud-clubgenoot Noud van Melis volgde hem op. Bij zijn afscheid werd hij benoemd tot erelid van RPC.
Hij was werkzaam bij Philips, tijdens zijn voetballoopbaan als polijster op de diamantslijperij, en overleed in 1984 op 62-jarige leeftijd.

## Clubstatistieken
| Seizoen         | Club            | Land            | Competitie                   | Competitie | Competitie | Beker | Beker | Internationaal | Internationaal | Ned.kamp. | Ned.kamp. | Totaal | Totaal |
| Seizoen         | Club            | Land            | Competitie                   | Wed.       | Dlp.       | Wed.  | Dlp.  | Wed.           | Dlp.           | Wed.      | Dlp.      | Wed.   | Dlp.   |
| --------------- | --------------- | --------------- | ---------------------------- | ---------- | ---------- | ----- | ----- | -------------- | -------------- | --------- | --------- | ------ | ------ |
| 1945/46         | EVV Eindhoven   | Nederland       | Eerste klasse Zuid I         | 11         | 3          | –     | –     | –              | –              | –         | –         | 11     | 3      |
| 1946/47         | EVV Eindhoven   | Nederland       | Eerste klasse Zuid II        | 18         | 4          | –     | –     | –              | –              | –         | –         | 18     | 4      |
| 1947/48         | EVV Eindhoven   | Nederland       | Eerste klasse Zuid I         | 20         | 3          | –     | –     | –              | –              | –         | –         | 20     | 3      |
| 1948/49         | EVV Eindhoven   | Nederland       | Eerste klasse Zuid II        | 20         | 0          | –     | –     | –              | –              | –         | –         | 20     | 0      |
| 1949/50         | EVV Eindhoven   | Nederland       | Eerste klasse Zuid II        | 18         | 2          | –     | –     | –              | –              | –         | –         | 18     | 2      |
| 1950/51         | EVV Eindhoven   | Nederland       | Eerste klasse E              | 22         | 14         | –     | 0     | 0              | 0              | 0         | 0         | 22     | 14     |
| 1951/52         | EVV Eindhoven   | Nederland       | Eerste klasse C              | 26         | 4          | –     | 0     | 0              | 0              | 0         | 0         | 26     | 4      |
| 1952/53         | EVV Eindhoven   | Nederland       | Eerste klasse D              | 26         | 1          | –     | 0     | 0              | 0              | 8         | 0         | 34     | 1      |
| 1953/54         | EVV Eindhoven   | Nederland       | Eerste klasse D              | 26         | 2          | –     | 0     | 0              | 0              | 6         | 0         | 32     | 2      |
| 1954/55         | EVV Eindhoven   | Nederland       | Eerste klasse D (afgebroken) | 9          | 0          | –     | –     | 0              | 0              | 0         | 0         | 9      | 0      |
| 1954/55         | EVV Eindhoven   | Nederland       | Eerste klasse D              | 25         | 6          | –     | –     | 0              | 0              | 6         | 1         | 31     | 7      |
| 1955/56         | EVV Eindhoven   | Nederland       | Hoofdklasse A                | 25         | 1          | –     | –     | 0              | 0              | 0         | 0         | 25     | 1      |
| 1956/57         | EVV Eindhoven   | Nederland       | Eredivisie                   | 32         | 1          | 2     | 0     | 0              | 0              | 0         | 0         | 34     | 1      |
| 1957/58         | EVV Eindhoven   | Nederland       | Eerste divisie B             | 21         | 0          | 1     | 0     | 0              | 0              | 0         | 0         | 22     | 0      |
| 1958/59         | EVV Eindhoven   | Nederland       | Eerste divisie A             | 19         | 0          | 1     | 0     | 0              | 0              | 0         | 0         | 20     | 0      |
| 1959/60         | EVV Eindhoven   | Nederland       | Eerste divisie B             | 0          | 0          | –     | 0     | 0              | 0              | 0         | 0         | 0      | 0      |
| Carrière totaal | Carrière totaal | Carrière totaal | Carrière totaal              | 318        | 41         | 4     | 0     | –              | –              | 20        | 1         | 342    | 42     |